# Villingili (Alif Dhaal)
Pour les articles homonymes, voir Villingili.
Villingili est une petite île inhabitée des Maldives. L'île est désormais largement dégradée et se limite à un banc de sable.

## Géographie
Villingili est située dans le centre des Maldives, à l'Est de l'atoll Ari, dans la subdivision de Alif Dhaal.